# Colsa (Cantabria)

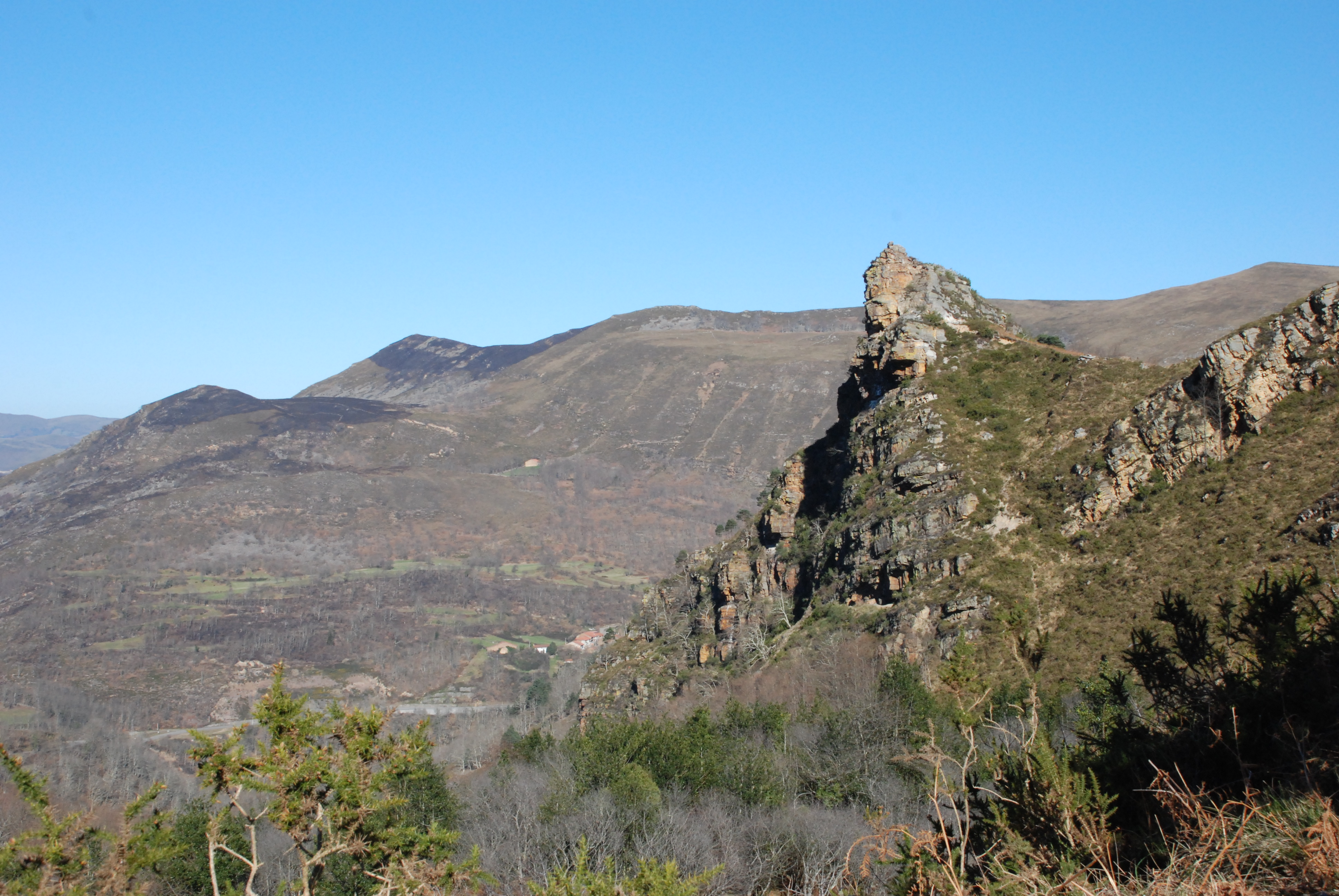
Peña Colsa, vista desde el camino de «La Varga»; al fondo, Sierra de Bárcena Mayor.

Colsa es una localidad del municipio cántabro de Los Tojos (España). Situada en un alto, a 730 m s. n. m., es uno de los primeros núcleos de población del municipio, el antiguo concejo de Coalda.
Tras sufrir décadas de abandono, en la actualidad ha recuperado parte de su esencia pasada con la rehabilitación de algunos edificios utilizados como vivienda secundaria y alojamientos hoteleros destinados al turismo rural.

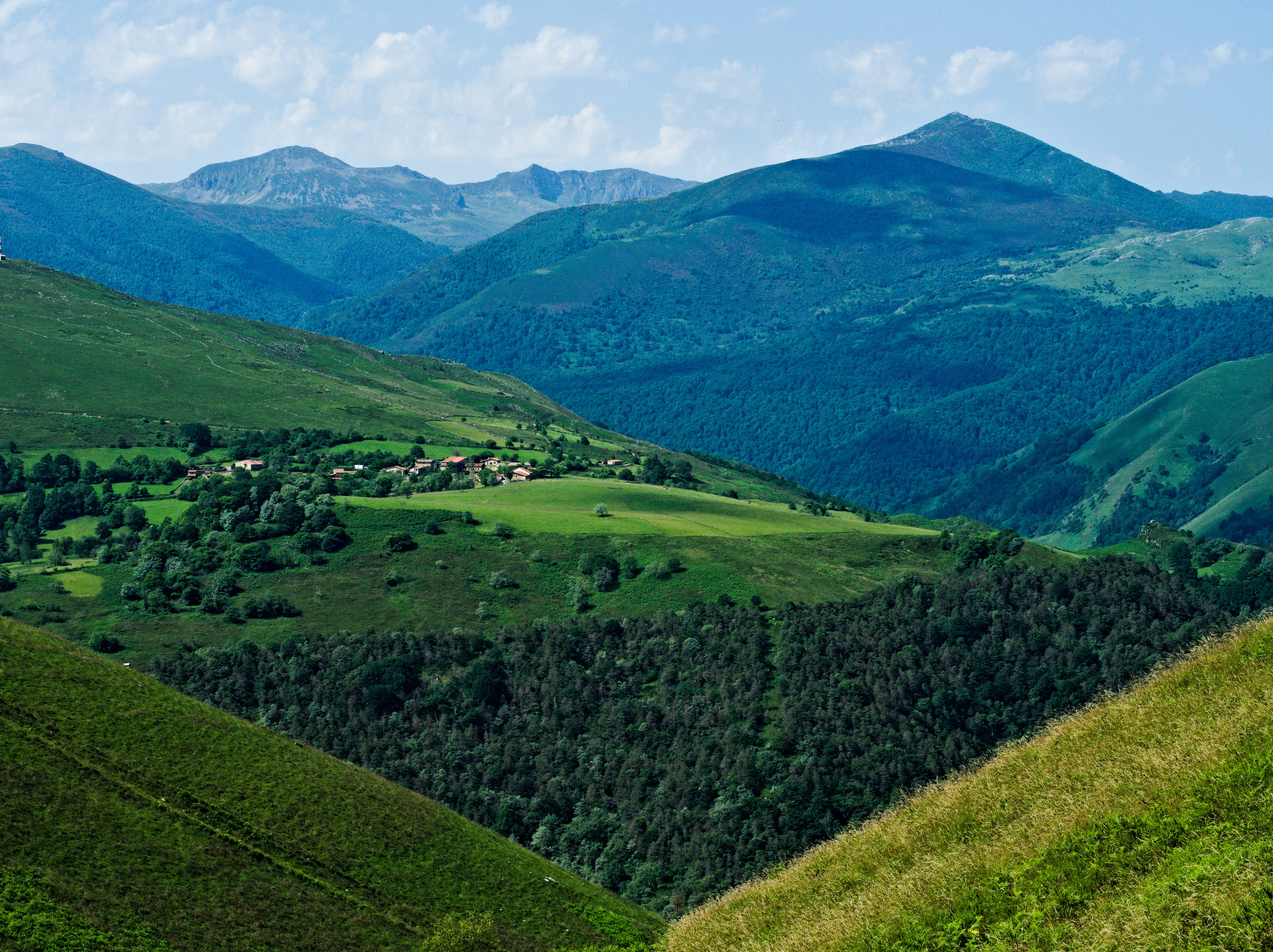
Colsa, vista desde el norte.

Su iglesia de San Miguel, del siglo XVIII se encuentra en ruinas. Su sagrario barroco, la imagen sedente de una Virgen del siglo XV o el Cristo de tradición gótica, se encuentran en el Museo Diocesano de Santillana del Mar. La pila bautismal se recoge en la Catedral de Santander.
Por aquí pasa el sendero de Gran Recorrido 71, Sendero de la Reserva de Saja, en el tramo entre Los Tojos y Saja.
Da su nombre igualmente a una montaña, Peña Colsa, escarpada, de 685 m y que queda a la derecha según se baja hacia Saja. Hasta esta última población se baja por un camino empedrado medieval llamado «La Varga», que tradicionalmente unía el pueblo de Saja (a 428 m s. n. m.) y el de Colsa, atravesando un hayedo. Desde Colsa se asciende con facilidad al pico Sobrecomillas (1.272 m), máxima altura del cordal entre los valles del río Queriendo y el río Saja, en Cabuérniga.